# Miguel Zepeda
Miguel Ángel Zepeda Espinoza (ur. 25 maja 1976 w Tepic) – meksykański piłkarz mogący występować na każdej pozycji w pomocy. Obecnie gra w Leones Negros.

## Kariera klubowa
Zepeda jest wychowankiem Atlasu, w którym grał w latach 1996–2001. Przed sezonem Invierno 2001 przeniósł się do Cruz Azul. W Aperturze 2003 był już zawodnikiem Morelii, w której jednak nie odniósł większych sukcesów i po półrocznym okresie podpisał kontrakt z Tolucą. Z tym zespołem doszedł do półfinału fazy play-off, gdzie został wyeliminowany przez Chivas. W 2004 roku wrócił do Cruz Azul, a następnie zanotował krótkie epizody w Santos Lagunie, Américe, San Luis i Veracruz. Między 2007 a 2009 rokiem pozostawał bez klubu, jednak rękę wyciągnął do niego Atlas, w którym Zepeda szybko został wiodącą postacią drużyny, zaliczając 7 goli i 3 asysty w 20 meczach. Na początku 2010 roku przeszedł do drugoligowego Leones Negros.
Zepeda został także mianowany odkryciem ligi meksykańskiej w sezonie Invierno 1997.

## Kariera reprezentacyjna
Miguel Zepeda zadebiutował w reprezentacji Meksyku w lutym 1999. Z kadrą narodową brał udział w Copa América 1999, Pucharze Konfederacji 1999 (gdzie strzelił 2 gole w finale), Copa América 2001 i Złotym Pucharze CONCACAF 2003. Został królem strzelców w towarzyskim turnieju Carlsberg Cup.

### Gole w reprezentacji
| #  | Data            | Miejsce            | Przeciwnik | Gol   | Wynik | Zawody                   |
| -- | --------------- | ------------------ | ---------- | ----- | ----- | ------------------------ |
| 1. | 17 lipca 1999   | Asunción, Paragwaj | Chile      | 2 – 1 | 2–1   | Copa América 2001        |
| 2. | 4 sierpnia 1999 | m. Meksyk, Meksyk  | Brazylia   | 1 – 0 | 4–3   | Puchar Konfederacji 1999 |
| 3. | 4 sierpnia 1999 | m. Meksyk, Meksyk  | Brazylia   | 3 – 2 | 4–3   | Puchar Konfederacji 1999 |
| 4. | 5 lutego 2000   | Wan Chai, Hongkong | Japonia    | 1 – 0 | 1–0   | Carlsberg Cup 2000       |
| 5. | 8 lutego 2000   | Wan Chai, Hongkong | Czechy     | 1 – 2 | 1–2   | Carlsberg Cup 2000       |
| 6. | 5 lipca 2000    | Monterrey, Meksyk  | Wenezuela  | 1 – 1 | 2–1   | Mecz towarzyski          |
| 7. | 16 lipca 2000   | m. Panama, Panama  | Panama     | 1 - 0 | 1–0   | Eliminacje do MŚ 2002    |
| 8. | 3 września 2000 | m. Meksyk, Meksyk  | Panama     | 3 – 0 | 7–1   | Eliminacje do MŚ 2002    |

## Osiągnięcia
- Reprezentacja Meksyku
  - Zdobywca Pucharu Konfederacji: 1999
  - Zdobywca Złotego Pucharu CONCACAF: 2003